# 대사자
대사자(大使者)는 고구려와 부여의 관등이다. 대사(大奢)라고도 하며 고구려 후기의 14관등 중 제6위이며, 중국의 정4품직에 해당하였다. 

## 개요
고구려의 경우 『삼국사기』 고국천왕본기에 그 존재가 나타나고 있으며, 《삼국지》 위지 동이전에는 부여의 관직으로써 견사자(犬使者)라고도 불렸던 대사자가 제가 다음 가는 고위직으로 언급되고 있어 고구려가 부여의 영향을 받은 것으로 보이고 있다. 
태대사자 · 수위사자 · 소사자 등과 함께 '사자'(使者)에서 파생되었다. 사자는 원래 족장에 딸린 가신적 성격을 지닌 관료였으나, 고구려가 중앙 집권적 귀족국가로 전환하여 가는 과정에서 행정 관료로 성장하여 각기 그 지위에 따라 여러 사자로 개편된 것으로 생각된다.
『삼국사기』 직관지 외관 고구려인위조(高句麗人位條)에는 고구려가 멸망한 뒤에 신라로 망명한 옛 고구려인(보덕국인)들에게 신문왕 6년(686년) 신라의 경관직을 수여했는데, 위두대형(位頭大兄)과 함께 신라의 급찬 관등을 받은 종대상(從大相)이 대사자와 동일한 것으로 비정되고 있다. 

## 같이 보기
- 고구려의 관직